# Гала Дали
Гала Дали (7. септембар 1894 – 10. јун 1982) је била првобитно жена француског песника Пола Елијара, а затим муза и жена сликара Салвадора Далија. Била је инспирација многих писаца и уметника.

## Младост
Гала је рођена као Елена Ивановна Диаконова (руски: Елена Ивановна Дьяконова) у Казању, Руској Империји, у породици интелектуалаца. У детињству се дружила са Марином Цветајевом. Почела је да ради као учитељица 1915. године у Москви.

## Брак са Елијаром
Гала се разболела 1912. године и послата је у санаторијум у близини Давоса у Швајцарској на лечење од туберкулозе. Док је била у Швајцарској, упознала је Пола Елијара и заљубила се у њега. Обоје су има 17 година. Током Првог светског рата, 1916. године, отпутовала је у Париз како би били заједно. Оженили су се годину дана касније. Имали су једну ћерку, Сесил, која је рођена 1918. године. Гали се није допадало да буде мајка и зато је заборављала и злоупотребљавала дете.
Док су били у браку, Гала се укључила у надреалистички покрет. Била је инспирација за многе уметнике осим Елијара. Била је муза Лују Арагону, Максу Ернсту и Андреу Бретону. Бретон је касније тврдио да она врши лош утицај на све уметнике са којима се спријатељи. Гала и Пол су три године, од 1924. до 1927., били у полиморијском браку. Заједно су 1929. године посетили младог надреалистичког сликара у Шпанији, Салвадора Далија. Брзо је настала љубав између Салвадора и Гале, која је била 10 година старија од њега. Након распада Галиног брака, она и Салвадор су остали блиски.

## Брак са Далијем
Салвадор и Гала су живели заједно неколико година пре него што су ступили у брак. Имали су грађанско венчање 1934. године и католичку церемонију 1958. године. Због наводне фобије коју је Дали имао од женских гениталија, верује се да је био девица када су се упознали у Коста Брави. Била је Далијева муза и директно је инспирисала многа његова дела.
Салвадор је 1930-их почео да потписује своје слике са његовим и њеним именом. Рекао је да је Гала његов агент и да служи да му усмери фокус. Међутим, Гала није била верна према Салвадору и током брака је имала броје афере (од којих је једна била са њеним бившим мужем). Али, Дали је ово одобравао јер је волео кандаулизам. Волела је младе уметнике и када је остарила је често давала скупе поклоне блиским пријатељима.
Салвадор јој је купио Дворац Пубол у Ђирони 1968. године, где ће она проводити лета од 1971. до 1980. године. Такође је пристао да јој не долази у посету у дворац без претходне најеве и одобрења.

## Смрт и наследство
Гала је преминула у раним јутарњим часовима 10. јуна 1982. године у својој 87. години. Сахрањена је у Дворцу Пубол у крипти у којој је и Салвадор требало да буде сахрањен, али никад није. Након њене смрти се Салвадор преселио у дворац. Дворац је од 1996. године отворен за јавност као Гала-Дали Дворац Кућни Музеј.